# Aphis vineti
Aphis vineti är en insektsart. Aphis vineti ingår i släktet Aphis och familjen långrörsbladlöss. Inga underarter finns listade i Catalogue of Life.